# Atletismo nos Jogos Pan-Americanos de 1979 - 3000 m com obstáculos masculino
A prova dos 3000 m com obstáculos masculino nos Jogos Pan-Americanos de 1979 foi realizada em San Juan, Porto Rico.

## Medalhistas
| Ouro                           | Prata                              | Bronze                         |
| Henry Marsh USA Estados Unidos | Bill McCullough USA Estados Unidos | Demetrio Cabanillas MEX México |

## Resultados
| Posição           | Nome                | Nacionalidade            | Tempo  | Notas |
| ----------------- | ------------------- | ------------------------ | ------ | ----- |
| Medalha de ouro   | Henry Marsh         | USA Estados Unidos       | 8:43.6 |       |
| Medalha de prata  | Bill McCullough     | USA Estados Unidos       | 8:44.7 |       |
| Medalha de bronze | Demetrio Cabanillas | MEX México               | 8:52.4 |       |
| 4                 | José Cobo           | CUB Cuba                 | 9:01.6 |       |
| 5                 | Greg Duhaime        | CAN Canadá               | 9:02.0 |       |
| 6                 | Modesto Comprés     | DOM República Dominicana | 9:07.9 |       |
| 7                 | Octavio Guadarrama  | MEX México               | 9:18.1 |       |
| 8                 | Luis Palma          | CHI Chile                | 9:21.3 |       |